# Tribaliques
Tribaliques, paru en 1971 aux éditions Clé à Yaoundé, est un recueil de huit nouvelles d'Henri Lopès,. Cette toute première œuvre de Lopès a obtenu en 1972 le Grand prix littéraire d'Afrique noire et rélate les faits sociaux au Congo,.